# Cerrophidion tzotzilorum
La nauyaca tzotzil de montaña (Cerrophidion tzotzilorum) es una especie de serpiente de la familia Viperidae. Campbell (1985) nombró a esta especie en honor a los indígenas tsotsiles quienes viven en las tierras altas donde el espécimen tipo fue colectado.

## Clasificación y descripción
Es una especie moderadamente robusta terrestre que probablemente no excede los 50 cm de longitud total. El color de fondo puede variar de color café oscuro grisáceo u óxido. Las 29-49 distintivas y pequeñas manchas laterales corporales abarcan de 2-3 escamas. La primera mancha lateral del cuerpo es altamente variable y se puede extender hasta 10 escamas de ancho. Las manchas dorsales son de color café oscuro están fusionadas formando una banda en forma de zigzag. Las escamas infralabiales y el área gular usualmente están fuertemente moteadas, y las escamas ventrales frecuentemente tienden a hacerse oscuras posteriormente. Una banda postocular oscura se extiende desde detrás del ojo hasta el ángulo de la mandíbula y está bordeada encima y debajo por un pigmento. La escama media en la región frontal es grande y hay usualmente 3 escamas intersupraoculares, 9-11 supralabiales, 9-12 infralabiales, 19-23 hileras de escamas a la mitad del cuerpo, 120-135 ventrales en machos y 125-134 en hembras y 27-36 subcaudales enteras en machos y 23-30 en hembras.

## Distribución
Sur de México, en elevaciones intermedias en la relativamente plana Meseta Central de Chiapas. La distribución vertical va de 2.050 a 2.500 m s. n. m. En Chiapas la mayoría del material de cerca de San Cristóbal y Teopisca es referible a C. tzotzilorum.

## Hábitat
Habita en bosque de pino-encino húmedo. Los árboles dominantes en la región son Pinus pseudoestrobus, P. montezumae y encinos forrados de epífitas. Esta especie de aparentes hábitos secretos ocurre en bosques estacionalmente secos conformados predominantemente de pinos altos y/o encinos con epífitas y es encontrada frecuentemente bajo troncos y rocas.

## Estado de conservación
Se encuentra catalogada como menor preocupación (LC) en la IUCN y como sujeta a protección especial bajo la NOM-059-SEMARNAT.